# 녹턴 (쇼팽)
쇼팽의 녹턴(프랑스어: Nocturne) 또는 야상곡(夜想曲)은 폴란드의 작곡가인 프레데리크 쇼팽이 1827년에서 1846년까지 작곡한 21개의 곡으로 구성되어 있다. 이 스물 한개의 녹턴은 피아노 연주회에서 자주 연주되며 완벽한 작품으로도 손꼽힌다. 쇼팽은 아일랜드의 작곡가인 존 필드가 창조한 녹턴(야상곡)을 더욱 확장시켜 많은 사람들 사이에서 널리 알려지게 만들었다.
녹턴 1번부터 18번까지는 쇼팽의 생전에 출판이 완료되었으나 19번부터 21번까지는 사후에 출판되었다. 그러나 19번부터 21번까지는 쇼팽이 폴란드에 있을 때에 작곡되어 1번보다 작곡시기가 앞선다. 심지어 21번은 쇼팽이 녹턴이라는 어떠한 표기도 하지 않았음에도 불구하고 1870년에 처음 출판된 때부터 지금까지 쇼팽의 녹턴 중 하나로 인식되고 있다.

## 특징
쇼팽의 녹턴은 필드가 이전에 작곡한 것과 비슷한 점이 많았다. 쇼팽은 녹턴 전곡에서 오른손이 서정적인 가락을 마치 노래하듯 연주하는데, 이는 필드의 작품에서 나타나는 특징과 유사하다. 오른손의 감미로운 멜로디는 감정의 깊이를 더하여 청자로 하여금 더욱 심취할 수 있는 바탕을 마련했다는 평가를 받는다. 또한 오른손에 맞추어 왼손은 아르페지오의 사용 빈도가 높은 편이다.
그러나 쇼팽은 점차 자신만의 독특한 형태를 발전시켜 나갔다. 쇼팽은 페달의 사용범위를 넓혀 비극의 여운이 오래 남아있는 듯한 느낌을 제공한다. 이로써 감정표현의 수준이 한 층 심화되었고 극적인 멜로디를 만들어 낼 수 있다는 평가를 받는다. 또 쇼팽은 고전 작품의 리듬을 가져오기도 했다. 특히 이탈리아와 프랑스 오페라 아리아를 모방한 부분도 있는데, 프란츠 리스트는 쇼팽이 빈첸초 벨리니의 벨칸토 아리아로부터 깊은 영향을 받았다고 전한다. 또 쇼팽은 텐션을 만들기 위해 대위법을 사용함으로써 음악의 드라마틱함을 더욱 확장시켰다는 평가를 받는다.
쇼팽은 이 작품들에서 고전 오페라의 영향, 자유로운 리듬, 구조와 멜로디의 깊이를 보여준다. 필드가 세운 곡의 구조적 토대를 기반으로 모차르트의 소리를 구현함으로써 고전주의 음악과 낭만주의 음악을 한데로 묶었다는 평가를 받는다. 이로써 쇼팽은 자신만의 장르를 개척했다고 평가받는다.

## 형식
쇼팽의 녹턴은 다양한 조성과 빠르기를 취하고 있으나 대부분 세도막 형식(A-B-A)과 유사한 형식을 보인다. 녹턴 2번부터 마지막인 21번까지 드러난 주제음과 곡의 마지막까지 주제에 조금씩 장식적인 음을 가미해 변화를 시도하는 방법이 택해있다. 7번과 8번 녹턴(작품번호 제27번)부터는 쇼팽이 2개씩 묶어 출판하였다. 빠르기는 렌토, 라르게토, 안단테, 알레그레토가 대체적으로 사용되어 느린 편에 속한다.

## 영향
녹턴, Op. 9 No. 1, 2, 3이 처음 출판되었을 때에는 호평과 혹평이 동시에 존재했다. 그러나 처음에 비판을 한 비평가들이 시간이 지나며 작품을 높이 평가하는 경우가 나타났다.
쇼팽이 1849년에 사망한 후 녹턴은 각 곡마다 인기가 천차만별이었으나 Op. 9, No. 2와 Op. 27, No. 2의 인기가 특히 높았다.
쇼팽의 생전과 사후에 생존해있던 많은 작곡가들은 쇼팽의 녹턴으로부터 많은 영향을 받았고 그 영향이 고유한 작품에 표출되기까지 이르렀다. 요하네스 브람스와 리하르트 바그너와 같은 작곡가들은 쇼팽이 자주 사용하던 단순한 멜로디 작곡 기법과 방식을 차용하였고 펠릭스 멘델스존, 로베르트 슈만과 프란츠 리스트와 같은 작곡가들은 쇼팽의 녹턴에 숨어있는 천재성을 높이 평가하였다. 이로써 쇼팽이 작곡한 스물 한개의 녹턴이 낭만시대의 음악가들에게 엄청난 영향력을 행사하였다는 점은 분명하다.

## 21개의 녹턴
| No. | 조성        | 작품번호      | 출판연도 | 작곡연도  | 첫 부분 | 연주                |
| --- | ----------- | ------------- | -------- | --------- | ------- | ------------------- |
| 1   | 내림나단조  | Op. 9, No. 1  | 1832     | 1830–1832 |         | · 플로렌스 로비누   |
| 2   | 내림마장조  | Op. 9, No. 2  | 1832     | 1830–1832 |         | · 마사 골드스타인   |
| 3   | 나장조      | Op. 9, No. 3  | 1832     | 1830–1832 |         | · 파트리치아 프라티 |
| 4   | 바장조      | Op. 15, No. 1 | 1833     | 1830–1832 |         |                     |
| 5   | 올림바장조  | Op. 15, No. 2 | 1833     | 1830–1832 |         |                     |
| 6   | 사단조      | Op. 15, No. 3 | 1833     | 1833      |         | · 올가 구레빅       |
| 7   | 올림다단조  | Op. 27 No. 1  | 1837     | 1836      |         |                     |
| 8   | 내림 라장조 | Op. 27 No. 2  | 1837     | 1836      |         |                     |
| 9   | 나장조      | Op. 32 No. 1  | 1837     | 1837      |         |                     |
| 10  | 내림가장조  | Op. 32 No. 2  | 1837     | 1837      |         |                     |
| 11  | 사단조      | Op. 37 No. 1  | 1840     | 1838      |         |                     |
| 12  | 사장조      | Op. 37 No. 2  | 1840     | 1839      |         | · 올가 구레빅       |
| 13  | 다단조      | Op. 48 No. 1  | 1841     | 1841      |         | · 루크 폴크너       |
| 14  | 올림바단조  | Op. 48 No. 2  | 1841     | 1841      |         | · 루크 폴크너       |
| 15  | 바단조      | Op. 55 No. 1  | 1844     | 1842–1844 |         |                     |
| 16  | 내림마장조  | Op. 55 No. 2  | 1844     | 1842–1844 |         |                     |
| 17  | 나장조      | Op. 62 No. 1  | 1846     | 1846      |         |                     |
| 18  | 마장조      | Op. 62 No. 2  | 1846     | 1846      |         |                     |
| 19  | 마단조      | Op. 72 No. 1  | 1855     | 1827–29   |         | · 피터 존스턴       |
| 20  | 올림다단조  | P 1 No. 16    | 1870     | 1830      |         | · 아론 둔           |
| 21  | 다단조      | P 2 No. 8     | 1938     | 1837      |         | · 다이애나 휴즈     |

## 같이 보기
- 프레데리크 쇼팽